# Masaco
Masaco（まさこ）は日本の歌手、司会、ナレーター、アマチュア無線家、防災士、。兵庫県生まれ。血液型O型。

## 来歴
幼い頃は、内弁慶で消極的であったが陸上競技と出会い積極的になった。高校卒業後、進学も陸上競技部へ所属し、最終学年では全日本インカレ（日本学生陸上競技対校選手権大会）400ｍランナーとして国立競技場で走る。短大卒業後は、公務員として就職したが「歌い手になりたい」気持ちが抑えきれず歌のレッスンに通い始める。その後、公務員を辞職し連続テレビ小説への出演や企業CMなどのモデルなど、幅広く活動を始める。上京し、当初はアルバイトを掛け持ちしながらの活動だったが一つの出会いがきっかけとなり次第に舞台への出演が決まるようになり、現在に至る。ライブ活動、社歌・イメージソングも手掛ける。兵庫県の「ため池」保全活動活性化のイメージソングとして作詞・歌唱を手掛けた「ふるさとの宝」、兵庫県稲美町の移住定住プロモーション映像エンディング曲に「つながる心」が使用される。また株式会社 古島 100周年記念ソング「温故知新～次の100年へ～」を担当。CMやナレーションにも定評があり企業コマーシャルや、全国高校統一模擬試験英語リスニングテストの日本語ナレーションを担当。近年では企業式典の司会も務める。
NHK連続ドラマ出演などを経て、茨城放送・ラジオNIKKEI第1放送・渋谷のラジオ等でパーソナリティを務めた。
第二級アマチュア無線技士の免許も持ち、コールサインは、JH1CBX。水田かおりと日本アマチュア無線連盟（JARL）のJARL広報大使に2019年任命される。またアマチュア無線情報誌「月刊FBニュース」では『Masacoの「むせんのせかい」 ～アイボールの旅～』を2016年2月号より連載開始。他に『Masaco、大人の社会科見学!』『MasacoのFBチャレンジ!』『FB Girlsが行く!! ～元気娘がアマチュア無線を体験～』連載中。全国のアマチュア無線関連のイベントにゲスト出演や、記念運用を行っている。
2024年、防災士の免許も取得！2024年7月29日にはNASA教育プロジェクトの一環であるアリススクールコンタクトのコントロールオペレーターを務め、ISS国際宇宙ステーションの宇宙飛行士と奈良県の小学生15名がアマチュア無線交信に英語で挑戦し成功をおさめる。

## ディスコグラフィ

### CD
| タイトル             | 曲名                   | 備考 |
| -------------------- | ---------------------- | ---- |
| わたしのおばあちゃん | わたしのおばあちゃん   |      |
| わたしのおばあちゃん | 太陽の下を走っていこう |      |
| キーボード           | キーボード             |      |
| キーボード           | スタート               |      |

| リリース日    | タイトル                      | 曲名                                       | 規格品番 / JAN      |
| ------------- | ----------------------------- | ------------------------------------------ | ------------------- |
| 2005年        | さ・さら・さらら              | 晴れおんな                                 | M-001               |
| 2005年        | さ・さら・さらら              | 変わり身                                   | M-001               |
| 2005年        | さ・さら・さらら              | さ・さら・さらら                           | M-001               |
| 2005年        | 星に願いを                    | KIZUNA                                     | M-002               |
| 2005年        | 星に願いを                    | 星に願いを                                 | M-002               |
| 2006年10月1日 | いのちの星 （ミニアルバム）   | みち                                       | M-003               |
| 2006年10月1日 | いのちの星 （ミニアルバム）   | にじいろの風                               | M-003               |
| 2006年10月1日 | いのちの星 （ミニアルバム）   | いのちの星                                 | M-003               |
| 2006年10月1日 | いのちの星 （ミニアルバム）   | 赤く青く                                   | M-003               |
| 2006年10月1日 | いのちの星 （ミニアルバム）   | くるくる                                   | M-003               |
| 2006年10月1日 | いのちの星 （ミニアルバム）   | くるくる(instrumental)                     | M-003               |
| 2008年7月2日  | ひたみち                      | ひたみち                                   | M-004 4562241280352 |
| 2008年7月2日  | ひたみち                      | 愛・東京                                   | M-004 4562241280352 |
| 2008年7月2日  | ひたみち                      | ひたみち(instrumental)                     | M-004 4562241280352 |
| 2008年7月2日  | ひたみち                      | Message                                    | M-004 4562241280352 |
| 2009年3月4日  | 子午線のみち （ミニアルバム） | くるくる                                   | M-005 4543034019281 |
| 2009年3月4日  | 子午線のみち （ミニアルバム） | 子午線のみち                               | M-005 4543034019281 |
| 2009年3月4日  | 子午線のみち （ミニアルバム） | しあわせのまもり神                         | M-005 4543034019281 |
| 2009年3月4日  | 子午線のみち （ミニアルバム） | DAN・差                                    | M-005 4543034019281 |
| 2009年3月4日  | 子午線のみち （ミニアルバム） | ムーンライト晴れおんな                     | M-005 4543034019281 |
| 2009年3月4日  | 子午線のみち （ミニアルバム） | 愛・東京～Album Version～                  | M-005 4543034019281 |
| 2009年3月4日  | 子午線のみち （ミニアルバム） | ひたみち～Album Version～                  | M-005 4543034019281 |
| 2010年9月11日 | つながる心                    | つながる心                                 | M-006 4562241280062 |
| 2010年9月11日 | つながる心                    | なにかひとつ                               | M-006 4562241280062 |
| 2010年9月11日 | つながる心                    | つながる心(instrumental)                   | M-006 4562241280062 |
| 2014年8月6日  | あなたとともに咲かせましょう  | あなたとともに咲かせましょう               | M-007 4540399315454 |
| 2014年8月6日  | あなたとともに咲かせましょう  | 文字のないお手紙をあなたに（語り）         | M-007 4540399315454 |
| 2014年8月6日  | あなたとともに咲かせましょう  | むせんのせかい                             | M-007 4540399315454 |
| 2014年8月6日  | あなたとともに咲かせましょう  | あなたとともに咲かせましょう(instrumental) | M-007 4540399315454 |
| 2014年8月6日  | あなたとともに咲かせましょう  | むせんのせかい(instrumental)               | M-007 4540399315454 |
| 2016年4月27日 | むこう岸                      | むこう岸                                   | M-008 4540399317243 |
| 2016年4月27日 | むこう岸                      | ふるさと（唱歌）                           | M-008 4540399317243 |
| 2016年4月27日 | むこう岸                      | ありがとう あなたへ（語り）                | M-008 4540399317243 |
| 2016年4月27日 | むこう岸                      | むこう岸(instrumental)                     | M-008 4540399317243 |
| 2016年4月27日 | むこう岸                      | ふるさと(instrumental)                     | M-008 4540399317243 |
| 2018年8月1日  | 晴れおんな                    | 晴れおんな                                 | M-009 4540399318615 |
| 2018年8月1日  | 晴れおんな                    | コールサイン                               | M-009 4540399318615 |
| 2018年8月1日  | 晴れおんな                    | わたしのふるさと                           | M-009 4540399318615 |
| 2018年8月1日  | 晴れおんな                    | 晴れおんな                                 | M-009 4540399318615 |
| 2021年4月28日 | ありがとうあなたに            | KIZUNA                                     | M-010 4540399320502 |
| 2021年4月28日 | ありがとうあなたに            | 赤く青く                                   | M-010 4540399320502 |
| 2021年4月28日 | ありがとうあなたに            | 明日の風                                   | M-010 4540399320502 |
| 2021年4月28日 | ありがとうあなたに            | 星に願いを                                 | M-010 4540399320502 |
| 2021年4月28日 | ありがとうあなたに            | 小さな一歩                                 | M-010 4540399320502 |
| 2021年4月28日 | ありがとうあなたに            | ありがとうあなたに                         | M-010 4540399320502 |
| 2024年8月7日  | エネルギー                    | エネルギー                                 | M-011 4540399323879 |
| 2024年8月7日  | エネルギー                    | 答えのない日々                             | M-011 4540399323879 |
| 2024年8月7日  | エネルギー                    | あじさい                                   | M-011 4540399323879 |
| 2024年8月7日  | エネルギー                    | 幸せのアンテナ                             | M-011 4540399323879 |
| 2024年8月7日  | エネルギー                    | 前へ進め                                   | M-011 4540399323879 |

## 出演

### テレビドラマ
- NHK連続テレビ小説「てるてる家族」（2003年）
- NHK月曜ドラマシリーズ「昨日の友は今日の敵?」（2004年）

### CM
- VENDOME AOYAMA

### スタジオアルタハイビジョン
- 新宿スタジオアルタのハイビジョン放映タレント第1号（2001年）[8]

### ラジオ
- 茨城放送「Masaco 歌のタイムマシン」（2005年11月4日 - 2011年4月3日）
- ラジオNIKKEI第1放送「My Songs Friday「イケてるラジオ!」[9][10]（2013年5月24日 - 2013年9月27日）
- 渋谷のラジオ「渋谷deお国自慢」（2017年5月～期間限定）

### ナレーション
- 全国高校統一模擬試験英語リスニングテスト日本語ナレーション（2005年～）
- DeNAタクシーアプリ「タクベル」ナレーション（2018年）
- その他、企業ナレーション